# Samsjøen
Samsjøen est un lac situé dans les municipalités de Ringerike et de Jevnaker respectivement dans les comtés de Akershus et Buskerud, en Norvège.
Jusque dans les années 1950, le lac était utilisé pour le flottage du bois.